# Museo Taller Ferrowhite Bahía Blanca

## Ferrowhite (museo taller)

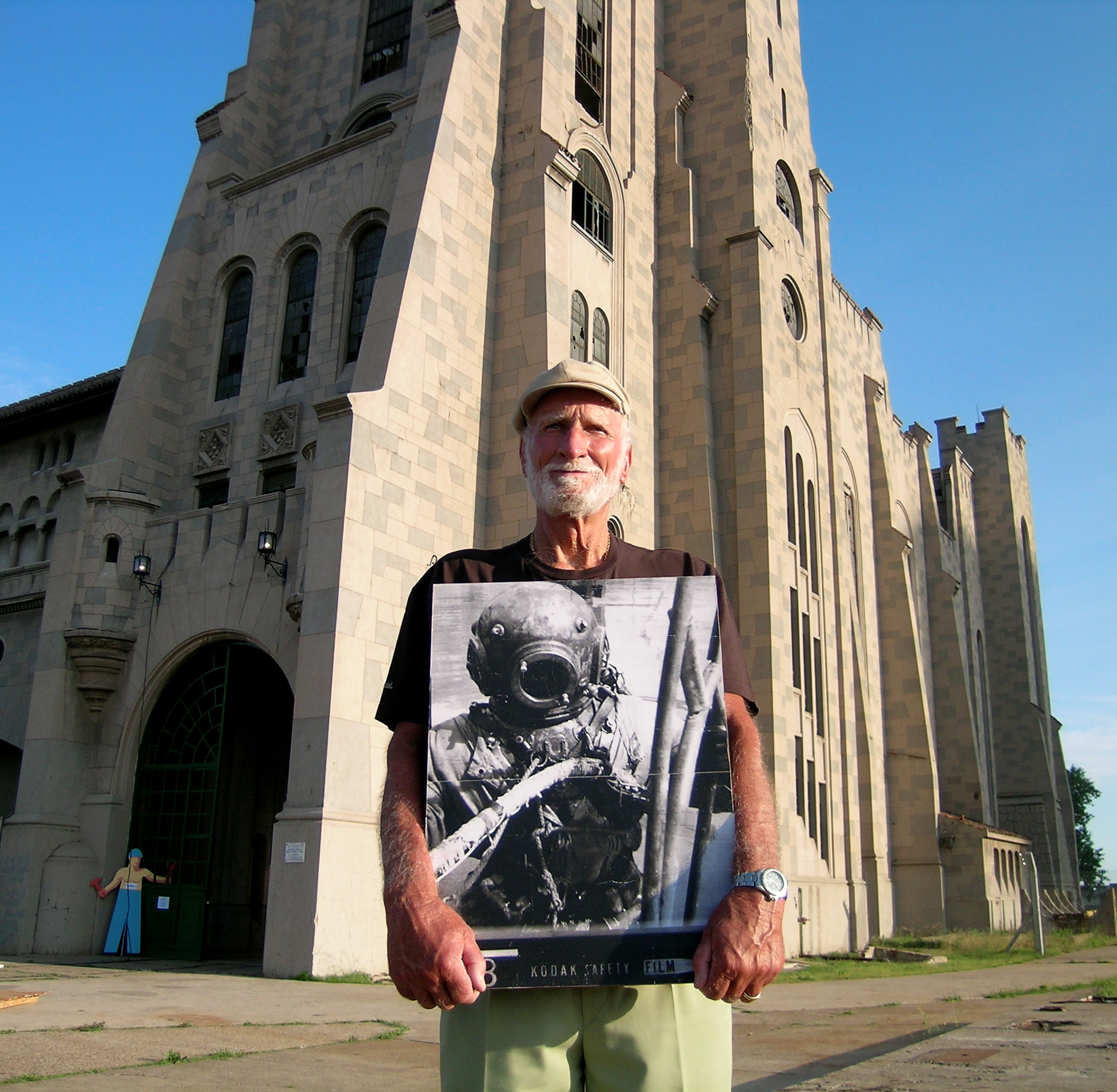
Atilio Miglianelli, buzo de la usina General San Martín.

Ubicado en Ingeniero White, puerto de la ciudad de Bahía Blanca, en Argentina, Ferrowhite es un museo que aloja herramientas recuperadas por un grupo de trabajadores tras la privatización y el parcial desguace de los ferrocarriles en la década del 90.
Martillos, tornos y tenazas; escariadores, sierras y bigornias; caladores, cuchillos y piedras de afilar son el punto de partida para intentar comprender cómo se organizaban los talleres en los que esas herramientas eran utilizadas, cómo eran el orden y los conflictos de la sociedad a la que servían, y qué tal resultan, en comparación, las cosas hoy.
Ferrowhite se define un museo taller. "Un lugar en el que las cosas, además de ser exhibidas, se fabrican. ¿Y qué produce un museo taller? Un museo taller genera nuevas herramientas.  Útiles para ampliar nuestra comprensión del presente y, por tanto, nuestra perspectiva del futuro, forjados en la labor con objetos y documentos del pasado, pero también en el cuerpo a cuerpo con la experiencia vital de cientos, miles de trabajadores que forman parte de, y le dan forma a, esa historia". [Falta información]
Libros y bolsas para las compras, videos y balsas de supervivencia, teatro y cajas para herramientas, intentan configurar nuevas formas de entender la vida en común, a partir de revisar las jerarquías consagradas a la hora de contar el pasado, de analizar la coyuntura o de imaginar el porvenir.